# Microtendipes yaanensis
Microtendipes yaanensis är en tvåvingeart som beskrevs av Qi 2006. Microtendipes yaanensis ingår i släktet Microtendipes och familjen fjädermyggor. Inga underarter finns listade i Catalogue of Life.